# اشتباكات أفغانستان وباكستان 2024
مناوشات أفغانستان وباكستان 2024 هي سلسلة من الاشتباكات المسلحة المستمرة التي تكون من غارات جوية عبر الحدود وتبادل لإطلاق النار بين أفغانستان وباكستان، ويشمل الصراع أيضًا بشكل منفصل جيش تحرير بلوشستان وحركة طالبان الباكستانية. وقعت المناوشات على العديد من المواقع على طول الحدود بين أفغانستان وباكستان، بما في ذلك شمال وزيرستان وجنوب وزيرستان ووانا وديرا إسماعيل خان وشانغلا وخوست وبكتيكا. كما شن جيش تحرير بلوشستان هجمات لاحقة في تربت وجوادر في إقليم بلوشستان. تشكل الهجمات المسلحة على الممر الاقتصادي بين الصين وباكستان والقواعد العسكرية الباكستانية التي تستوعب الطائرات الأمريكية تهديدًا للمصالح الصينية والأمريكية في باكستان. بعد خفض التصعيد في مارس 2024، تجدد الصراع في ديسمبر 2024 مع الغارات الجوية الباكستانية ضد أفغانستان، وتحديدًا في ولاية باكتيكا.